# 진 효후
진 효후(晉孝侯)는 중국 춘추 시대 진나라의 제13대 임금이다. 이름은 평(平)이다.

## 생애
《사기》에 따르면, 진소후 7년(기원전 739년), 아버지 진 소후가 살해당한 후 진나라 사람들이 평을 진후로 세웠다. 진효후 15년(기원전 724년), 곡옥장백에게 익에서 살해당했다.
진나라 사람들은 곡옥장백을 쳐 곡옥으로 몰아내고, 아들 극(郤)을 진 악후로 세웠다.
《좌전》에서는 약간 다르게 묘사하여, 노혜공 45년(기원전 724년)에 곡옥장백이 익을 쳐 효후를 죽이자, 익 사람들이 효후의 아우 악후를 세웠다고 한다.